# Course à la direction du Parti libéral de l'Ontario
 (août 2024).
La mise en forme du texte ne suit pas les recommandations de Wikipédia : il faut le « wikifier ».
Les points d'amélioration suivants sont les cas les plus fréquents. Le détail des points à revoir est peut-être précisé sur la page de discussion.
- Les titres sont pré-formatés par le logiciel. Ils ne sont ni en capitales, ni en gras.
- Le texte ne doit pas être écrit en capitales (les noms de famille non plus), ni en gras, ni en italique, ni en « petit »…
- Le gras n'est utilisé que pour surligner le titre de l'article dans l'introduction, une seule fois.
- L'italique est rarement utilisé : mots en langue étrangère, titres d'œuvres, noms de bateaux, etc.
- Les citations ne sont pas en italique mais en corps de texte normal. Elles sont entourées par des guillemets français : « et ».
- Les listes à puces sont à éviter, des paragraphes rédigés étant largement préférés. Les tableaux sont à réserver à la présentation de données structurées (résultats, etc.).
- Les appels de note de bas de page (petits chiffres en exposant, introduits par l'outil «  Source ») sont à placer entre la fin de phrase et le point final[comme ça].
- Les liens internes (vers d'autres articles de Wikipédia) sont à choisir avec parcimonie. Créez des liens vers des articles approfondissant le sujet. Les termes génériques sans rapport avec le sujet sont à éviter, ainsi que les répétitions de liens vers un même terme.
- Les liens externes sont à placer uniquement dans une section « Liens externes », à la fin de l'article. Ces liens sont à choisir avec parcimonie suivant les règles définies. Si un lien sert de source à l'article, son insertion dans le texte est à faire par les notes de bas de page.
- La présentation des références doit suivre les conventions bibliographiques. Il est recommandé d'utiliser les modèles {{Ouvrage}}, {{Chapitre}}, {{Article}}, {{Lien web}} et/ou {{Bibliographie}}. Le mode d'édition visuel peut mettre en forme automatiquement les références.
- Insérer une infobox (cadre d'informations à droite) n'est pas obligatoire pour parachever la mise en page.

Pour une aide détaillée, merci de consulter Aide:Wikification.
Si vous pensez que ces points ont été résolus, vous pouvez retirer ce bandeau et améliorer la mise en forme d'un autre article.
Le Parti libéral de l'Ontario est un parti majeur de l'Ontario au pouvoir à de nombreuses reprises depuis la création de la province de l'Ontario en 1867.
Cette page est la liste des résultats des courses à la direction du parti depuis 1919.
Note: Avant 1919, les chefs du Parti libéral de l'Ontario étaient choisis par les membres élus et siégeant à l'Assemblée législative de l'Ontario.

## Course à la direction de 1919
Tenue le 26 juin 1919 au Foresters' Hall, 22 College Street, Toronto.
Premier tour:
- Hartley Dewart (en) 147
- J.C. Tolmie (en) 97
- J.C. Elliott 37
- William Proudfoot 23
- Thomas McMillan (en) 8

Deuxième tour:
- Hartley Dewart (en) 158
- J.C. Tolmie (en) 121
- J.C. Elliott 24

Charles Martin Bowman (en), député de Bruce-Nord (en); W.T.R. Preston, éditeur du Port Hope Evening Guide, Rev. W. G. Charlton d'Aylmer, et A. J. Young de Toronto ont été nommés, mais ont refusé. Frederick Forsyth Pardee (en), député fédéral de Lambton-Ouest est nommé, mais envoie un message à la convention pour décliner l'offre.

## Course à la direction de 1922
(Tenue le 3 mars 1922 au Foresters' Hall, 22 College Street, Toronto.)
- Wellington Hay (en) remporte avec une majorité claire dès le premier tour
- J.C. Tolmie (en)
- W. E. N. Sinclair

(Note: Le total du vote n'as pas été annoncé.)

## Course à la direction de 1930
(Tenue le 16-17 décembre 1930 au King Edward Hotel (en) de Toronto.)
- Mitchell Hepburn 427
- Elmore Philpott (en) 97

W. E. N. Sinclair et Sydney Tweed se retirent avant de faire face au scrutin.

## Course à la direction de 1943
Article principal: Course à la direction du Parti libéral de l'Ontario de 1943 (Article en anglais (en))

(Tenue le 30 avril 1943 au King Edward Hotel (en) de Toronto.)
- Harry Nixon 418
- Arthur Roebuck 85
- Thomas McQuesten (en) 40
- Walter Thomson 22

8 bulletins sont nuls.
Le premier ministre Gordon Daniel Conant était également candidat, mais un échec le force à se retirer.

## Course à la direction de 1945
(Tenue le 2 avril 1945 au King Edward Hotel de Toronto.)
- Mitchell Hepburn par acclamation

Harry Nixon démissionne comme chef libéral le 10 décembre 1944 et nomme Hepburn pour lui succéder jusqu'au moment de la tenue d'une course à l'investiture. Suivant la défaite de George Drew, gouvernement conservateur ayant fait face à une motion de censure, Hepburn est nommé chef intérimaire le 2 avril 1945 lors d'une rencontre tenue par les députés libéraux, l'exécutif du parti et d'autres officiels du parti au King Edward Hotel. La décision est confirmée lors de la convention du 1er mai, mais celle-ci est annulée en raison de la tenue de l'élection générale ontarienne de 1945 (en),,. Hepburn est défait lors de cette élection et Farquhar Oliver est choisi comme chef du parti le 4 juillet 1945.

## Course à la direction de 1947
(Tenue le 16 mai 1947 au King Edward Hotel de Toronto),
- Farquhar Oliver élu
- Colin Campbell (en)
- Allan A. Lamport (en)
- Alvin P. Cadeau
- W.A. Gunn
- P.M. Dewan (en) et W.A. Moore se retirent dans le début du scrutin

(Note : Le total du scrutin ne sont pas rapporté. Oliver reçoit 492 des 661 votes enregistrés)

## Course à la direction de 1950
(Tenue le 10 novembre 1950 au Royal York Hotel de Toronto.)
Premier tour :
- Walter Thomson 296
- Harry Cassidy (en) 156
- John G. Brown (en) 149
- Campbell Calder (en) 69
- Henry Arnott Hicks 28
- Charles Winnans Cox (en) 24
- Norman Hipel (en) 12
- J.J. Sullivan 4

Deuxième tour (Sullivan éliminé ; Hicks, Cox et Hipel se retirent) :
- Walter Thomson 334
- Harry Cassidy (en)] 194
- John G. Brown (en) 166
- Campbell Calder (en) 50

Troisième tour (Calder éliminé) :
- Walter Thomson 365
- Harry Cassidy (en) 220
- John G. Brown (en) 116

## Course à la direction de 1954
(Tenue le 9 avril 1954 au Royal York Hotel de Toronto.)
- Farquhar Oliver 412
- Albert Wren (en) 162
- Bob Temple (en) 46

## Course à la direction de 1958
(Tenue le 20 avril 1958 au King Edward Hotel (en) de Toronto.)
1er tour :
- Walter Harris 304
- John Wintermeyer (en) 264
- Joe Greene 88
- Vernon Singer (en) 43
- Ross Whicher 39
- Arthur Reaume (en) 32
- Albert Wren (en) 7

Wren éliminé et soutien Wintermeyer; Whicher et Reaume se retirent et soutiennent Wintermeyer.
2e tour :
- John Wintermeyer (en) 369
- Walter Harris 354
- Joe Greene45
- Vernon Singer (en) 21

Singer éliminé.
3e tour :
- John Wintermeyer (en) 398
- Walter Harris 349
- Joe Greene 14

## Course à la direction de 1964
Article principal: Course à la direction du Parti libéral de l'Ontario de 1964 (Article en anglais (en))

(Tenue le 19-20 septembre 1964 au Royal York Hotel de Toronto.)
| Candidat           | 1er tour   | 1er tour | 2e tour    | 2e tour | 3e tour    | 3e tour | 4e tour    | 4e tour | 5e tour    | 5e tour | 6e tour    | 6e tour |
| ------------------ | ---------- | -------- | ---------- | ------- | ---------- | ------- | ---------- | ------- | ---------- | ------- | ---------- | ------- |
| Name               | Votes cast | %        | Votes cast | %       | Votes cast | %       | Votes cast | %       | Votes cast | %       | Votes cast | %       |
| Andy Thompson (en) | 379        | 27.7     | 408        | 29.7    | 462        | 33.6    | 520        | 38.1    | 539        | 39.9    | 772        | 58.8    |
| Charles Templeton  | 317        | 23.1     | 356        | 25.9    | 396        | 28.8    | 422        | 30.9    | 419        | 31.0    | 540        | 41.2    |
| Robert Nixon (en)  | 313        | 22.8     | 351        | 25.6    | 356        | 25.9    | 387        | 28.3    | 392        | 29.0    |            |         |
| Joe Greene         | 236        | 17.2     | 211        | 15.4    | 149        | 10.9    | 37         | 2.7     |            |         |            |         |
| Victor Copps       | 61         | 4.5      | 27         | 2.0     | 10         | 0.7     |            |         |            |         |            |         |
| Eddie Sargent      | 51         | 3.7      | 20         | 1.5     |            |         |            |         |            |         |            |         |
| Joseph Gould       | 13         | 0.9      |            |         |            |         |            |         |            |         |            |         |
| Total              | 1,370      | 100.0    | 1,373      | 100.0   | 1,373      | 100.0   | 1,366      | 100.0   | 1,350      | 100.0   | 1,312      | 100.0   |

## Course à la direction de 1967
(Tenue le 6 janvier 1967 au Royal York Hotel, Toronto)
- Robert Nixon (en)  (sans opposition)

(Nixon est élu chef intérimaire par le caucus le 16 novembre 1966 en raison de la démission d'Andrew Thompson. Nixon suggère Charles Templeton pour devenir chef permanent, mais les membres du caucus s'oppose à sa nomination et Templeton décide de ne convoiter l'investiture. Nixon est élu chef officiel du parti en 1967. Il démissionne en 1972, mais décide de se présenter à sa succession lors de la course de 1973.)

## Course à la direction de 1973
Article principal: Course à la direction du Parti libéral de l'Ontario de 1973 (Article en anglais (en))

(Tenue le 28 octobre 1973 au Royal York Hotel de Toronto.)
| Candidat           | 1er tour       | 1er tour | 2e tour        | 2e tour        | 3e tour        | 3e tour        |
| ------------------ | -------------- | -------- | -------------- | -------------- | -------------- | -------------- |
| Nom                | Votes exprimés | %        | Votes exprimés | %              | Votes exprimés | %              |
| Robert Nixon (en)  | 730            | 42.5     | 768            | 45.3           | 922            | 57.7           |
| Norman Cafik       | 574            | 33.4     | 613            | 36.1           | 675            | 42.3           |
| Donald Deacon (en) | 402            | 23.4     | 316            | 18.6           | Soutien Nixon  | Soutien Nixon  |
| Michael Houlton    | 11             | 0.6      | Aucune soutien | Aucune soutien | Aucune soutien | Aucune soutien |
| Total              | 1,717          | 100.0    | 1,697          | 100.0          | 1,597          | 100.0          |

## Course à la direction de 1976
Article principal: Course à la direction du Parti libéral de l'Ontario de 1976 (Article en anglais (en))

(Tenue le 24-25 janvier 1976 au Four Seasons Sheraton Hotel (en), Toronto)
| Candidat            | 1er tour       | 1er tour | 2e tour        | 2e tour       | 3e tour        | 3e tour       |
| ------------------- | -------------- | -------- | -------------- | ------------- | -------------- | ------------- |
| Nom                 | Votes exprimés | %        | Votes exprimés | %             | Votes exprimés | %             |
| Stuart Smith (en)   | 629            | 32.0     | 742            | 38.5          | 998            | 51.2          |
| David Peterson      | 518            | 26.4     | 673            | 34.9          | 953            | 48.8          |
| Albert Roy (en)     | 469            | 23.9     | 513            | 26.6          | Aucun soutien  | Aucun soutien |
| Mark MacGuigan (en) | 308            | 15.7     | Aucun soutien  | Aucun soutien | Aucun soutien  | Aucun soutien |
| Larry Condon (en)   | 37             | 1.9      | Aucun soutien  | Aucun soutien | Aucun soutien  | Aucun soutien |
| Michael Houlton     | 4              | 0.2      | Aucun soutien  | Aucun soutien | Aucun soutien  | Aucun soutien |
| Total               | 1,965          | 100.0    | 1,928          | 100.0         | 1,951          | 100.0         |

## Course à la direction de 1982
Article principal: Course à la direction du Parti libéral de l'Ontario de 1982 (Article en anglais (en))

(Tenue le 21 février 1982 au Sheraton Centre Toronto Hotel (en), Toronto).
 = Éliminé du tour suivant
 = Retrait
 = Gagnant
| David Peterson             | 966  | 46.3  | 1136 | 55.2  |
| Sheila Copps               | 636  | 30.5  | 774  | 37.6  |
| Richard Thomas             | 234  | 11.2  | 148  | 7.2   |
| Jim Breithaupt (en)        | 130  | 6.2   |      |       |
| John Sweeney               | 122  | 5.8   |      |       |
| Votes exprimés par scrutin |      |       |      |       |
| Total                      | 2088 | 100.0 | 2058 | 100.0 |

## Course à la direction de 1992
Article principal: Course à la direction du Parti libéral de l'Ontario de 1992 (Article en anglais (en))

(Tenue le 8-9 février 1992 au Colisée Copps à Hamilton.)
 = Éliminé du tour suivant
 = Retrait
 = Gagnant
| Candidate                  | 1er tour | 1er tour | 2e tour          | 2e tour          | 3e tour          | 3e tour          | 4e tour          | 4e tour          | 5e tour          | 5e tour          |
| Nom                        | Votes    | %        | Votes            | %                | Votes            | %                | Votes            | %                | Votes            | %                |
| -------------------------- | -------- | -------- | ---------------- | ---------------- | ---------------- | ---------------- | ---------------- | ---------------- | ---------------- | ---------------- |
| Murray Elston (en)         | 740      | 30.2     | 767              | 31.8             | 865              | 35.6             | 988              | 41.6             | 1153             | 49.8             |
| Lyn McLeod (en)            | 667      | 27.2     | 744              | 30.9             | 873              | 35.9             | 1049             | 44.1             | 1162             | 50.2             |
| Greg Sorbara               | 345      | 14.1     | 380              | 15.8             | 402              | 16.6             | 341              | 14.3             | Délégués libérés | Délégués libérés |
| Charles Beer (en)          | 247      | 10.1     | 307              | 12.7             | 289              | 11.9             | Délégués libérés | Délégués libérés | Délégués libérés | Délégués libérés |
| Steve Mahoney (en)         | 236      | 9.6      | 213              | 8.8              | Soutien McLeod   | Soutien McLeod   | Soutien McLeod   | Soutien McLeod   | Soutien McLeod   | Soutien McLeod   |
| David Ramsay (en)          | 216      | 8.8      | Délégués libérés | Délégués libérés | Délégués libérés | Délégués libérés | Délégués libérés | Délégués libérés | Délégués libérés | Délégués libérés |
| Votes exprimés par scrutin |          |          |                  |                  |                  |                  |                  |                  |                  |                  |
| Total                      | 2451     | 100.0    | 2411             | 100.0            | 2429             | 100.0            | 2378             | 100.0            | 2315             | 100.0            |

Note: 21 bulletins nuls lors du décompte final.

## Course à la direction de 1996
Article principal: Course à la direction du Parti libéral de l'Ontario de 1996 (Article en anglais (en))

(Tenue le 30 novembre - 1er décembre 1996 au Maple Leaf Gardens, Toronto)
 = Éliminé du tour suivant
 = Retrait
 = Gagnant
| Candidat                  | Engagement | Engagement | 1er tour (7:31pm) | 1er tour (7:31pm) | 2e tour (10:25pm) | 2e tour (10:25pm) | 3e tour (12:39am) | 3e tour (12:39am) | 4e tour (2:35am) | 4e tour (2:35am) | 5e tour (4:25am) | 5e tour (4:25am) |
| Nom                       | Votes      | %          | Votes             | %                 | Votes             | %                 | Votes             | %                 | Votes            | %                | Votes            | %                |
| ------------------------- | ---------- | ---------- | ----------------- | ----------------- | ----------------- | ----------------- | ----------------- | ----------------- | ---------------- | ---------------- | ---------------- | ---------------- |
| Gerard Kennedy            | 703        | 29.5       | 770               | 30.1              | 775               | 30.9              | 803               | 31.9              | 968              | 40.1             | 1065             | 46.9             |
| Joseph Cordiano (en)      | 497        | 20.8       | 557               | 21.8              | 570               | 22.7              | 601               | 23.9              | 696              | 28.8             | Soutien McGuinty | Soutien McGuinty |
| Dwight Duncan             | 393        | 16.5       | 464               | 18.1              | 474               | 18.9              | 509               | 20.3              | Soutien Kennedy  | Soutien Kennedy  | Soutien Kennedy  | Soutien Kennedy  |
| Dalton McGuinty           | 410        | 17.2       | 450               | 17.6              | 440               | 17.6              | 601               | 23.9              | 750              | 31.1             | 1205             | 53.1             |
| John Gerretsen            | 129        | 5.4        | 152               | 6.0               | 124               | 5.0               | Soutien McGuinty  | Soutien McGuinty  | Soutien McGuinty | Soutien McGuinty | Soutien McGuinty | Soutien McGuinty |
| Anna-Marie Castrilli (en) | 110        | 4.6        | 141               | 5.5               | 122               | 4.9               | Soutien McGuinty  | Soutien McGuinty  | Soutien McGuinty | Soutien McGuinty | Soutien McGuinty | Soutien McGuinty |
| Greg Kells                | 17         | 0.7        | 24                | 0.9               | Délégués libérés  | Délégués libérés  | Délégués libérés  | Délégués libérés  | Délégués libérés | Délégués libérés | Délégués libérés | Délégués libérés |
| Indépendant               | 127        | 5.3        |                   |                   |                   |                   |                   |                   |                  |                  |                  |                  |
| Total                     | 2386       | 100.0      | 2558              | 100.0             | 2505              | 100.0             | 2514              | 100.0             | 2414             | 100.0            | 2270             | 100.0            |

Note: Initialement Castrilli se retire du 2e tour mais décide du contraire et entraîne un délai dans la tenue du scrutin.

## Course à la direction de 2013
Article principal: Course à la direction du Parti libéral de l'Ontario de 2013 (Article en anglais (en))

(Tenues le 26 janvier 2013 au Maple Leaf Gardens, Toronto)
 = Éliminé du tour suivant
 = Retrait
 = Gagnant
| Candidat                                      | Candidat              | Engagement    | 1er tour      | 2e tour       | 2e tour       | 3e tour           | 3e tour           |
| Nom                                           | Nom                   | Votes         | Votes         | Votes         | +/- (pp)      | Votes             | +/- (pp)          |
| --------------------------------------------- | --------------------- | ------------- | ------------- | ------------- | ------------- | ----------------- | ----------------- |
|                                               | Sandra Pupatello (en) | 509 27.4%     | 599 28.7%     | 817 39.4%     | +10.7         | 866 43.0%         | +5.8%             |
|                                               | Kathleen Wynne        | 468 25.2%     | 597 28.6%     | 750 36.2%     | +7.6          | 1,150 57.0%       | +20.8             |
|                                               | Gerard Kennedy        | 260 14.0%     | 281 13.5%     | 285 13.7%     | +0.2          | Soutien Wynne     | Soutien Wynne     |
|                                               | Harinder Takhar (en)  | 244 13.1%     | 235 11.3%     | 18 0.9%       | -10.4         | Soutien Pupatello | Soutien Pupatello |
|                                               | Charles Sousa         | 204 11.0%     | 222 10.7%     | 203 9.8%      | -0.9          | Soutien Wynne     | Soutien Wynne     |
|                                               | Eric Hoskins (en)     | 105 5.7%      | 150 7.2%      | Soutien Wynne | Soutien Wynne | Soutien Wynne     | Soutien Wynne     |
| Indépendant                                   | Indépendant           | 67 3.6%       |               |               |               |                   |                   |
|                                               | Glen Murray           | Soutien Wynne | Soutien Wynne | Soutien Wynne | Soutien Wynne | Soutien Wynne     | Soutien Wynne     |
| Votes exprimés et variation nette par scrutin |                       |               |               |               |               |                   |                   |
| Total                                         | Total                 | 1,857         | 2,084         | 2,073         | -11           | 2,016             | -57               |

Note: Takhar soutien Pupatello avant le second tour, mais après la période limite pour déposer le bulletin de vote.

## Course à la direction de 2020
Article principal: Course à la direction du Parti libéral de l'Ontario de 2020 (Article en anglais (en))

(Tenues le 6-7 mars 2020 au International Centre (en) à Mississauga)
| Candidat             | Délégués élus | Délégués élus | 1er (dernier) tour | 1er (dernier) tour |
| -------------------- | ------------- | ------------- | ------------------ | ------------------ |
| Steven Del Duca      | 1 172         | 56.2%         | 1 258              | 58.8%              |
| Michael Coteau       | 370           | 17.8%         | 363                | 16.9%              |
| Kate Graham          | 273           | 13.1%         | 299                | 13.9%              |
| Mitzie Hunter        | 130           | 6.2%          | 122                | 5.7%               |
| Alvin Tedjo          | 72            | 3.4%          | 74                 | 3.5%               |
| Brenda Hollingsworth | 25            | 1.2%          | 24                 | 1.1%               |
| Indépendant          | 42            | 2.0%          |                    |                    |
| Total                | 2 084         |               | 2 140              |                    |

## Course à la direction de 2023
Article principal: Course à la direction du Parti libéral de l'Ontario de 2023 (Article en anglais (en))

(Résultats annoncés le 2 décembre 2023 au Palais des congrès du Toronto métropolitain)
Une course à la direction est tenue le 2 décembre 2023 suite à la démission de Steven Del Duca en raison des faibles résultats obtenus par le parti lors de l'élections générales ontariennes de 2022.
 = Gagnant
|       | Bonnie Crombie (en)     |  |      | 5,559  | 42.96% |         |         | 6,047   | 46.73%  |         |         | 6,911   | 53.40%  |         |         |         |
|       | Nathaniel Erskine-Smith |  |      | 3,320  | 25.66% |         |         | 3,792   | 29.30%  |         |         | 6,029   | 46.59%  |         |         |         |
|       | Yasir Naqvi             |  |      | 2,760  | 21.33% |         |         | 3,101   | 23.96%  | Éliminé | Éliminé | Éliminé | Éliminé | Éliminé | Éliminé | Éliminé |
|       | Ted Hsu                 |  |      | 1,300  | 10.05% | Éliminé | Éliminé | Éliminé | Éliminé | Éliminé | Éliminé | Éliminé | Éliminé |         |         |         |
| Total | Total                   |  | 100% | 12,939 | 100%   |         | 100%    | 12,940  | 100%    |         | 100%    | 12,940  | 100%    |         |         |         |

D'après les chiffres du parti, 22 827 membres ont participé aux votes sur une total de plus de 10 000 membres du parti.